# نگه‌داشتن ساعت‌ها
نگه داشتن ساعت‌ها ساخته ۲۰۱۷ یک فیلم آمریکایی در ژانر ترسناک , درام، و عاشقانه است. کارگردان آن Karen Moncrieff و نویسنده آن ربکا Sonnenshine است.

## داستان فیلم
یک زن و شوهر طلاق گرفته بعد از ده سال که از مرگ فرزندشان گذشته‌است، با دیدن روح فرزندشان تصمیم به آشتی می‌گیرند

## بازیگران
- لی پیس در نقش مارک بنت - پدر
- کری کون در نقش الیزابت ولز - مادر
- ساندر توماس در نقش یعقوب - پسر
- ری بیکر در نقش پدر مارک
- ایمی اسمارت در نقش امی - خانم همسایه
- جولیان Latourelle در نقش Dash - پسر همسایه
- آنا اورتیز در نقش جانیس Trejada - متوسط روانی
- مالی هاگن در نقش دانیلز - رئیس مارک
- Brianne Howey در نقش کارولین
- آنا آرسنالدر نقش کیت
- جین دالیدر نقش الیزابت،
- Cliff Chamberlain در نقش اسمیت - شوهر جدید الیزابت
- Lylah Raye Acosta در نقش Emma - نادختر